# Nashoba Brook Wildlife Sanctuary
Das Nashoba Brook Wildlife Sanctuary ist ein 420 Acres (1,7 km²) umfassendes Schutzgebiet bei Westford im Bundesstaat Massachusetts der Vereinigten Staaten. Es wird von der Massachusetts Audubon Society verwaltet.

## Schutzgebiet
Auf den Wiesen und in den Wäldern des Schutzgebiets rasten vorwiegend Zugvögel, es bietet aber auch einen Lebensraum für Füchse, Eulen und Falken. Die Blumen auf den Wiesen locken viele Schmetterlinge an, ebenso können Salamander beobachtet werden. Besuchern steht ein 0,5 mi (0,8 km) langer Rundweg zur Verfügung.